# 速檀阿黑麻
速檀·阿黑麻（Ahmad Alaq，？—1504年），明代吐鲁番汗国第一任可汗，伊斯兰教尊号速檀（苏丹）。羽奴思的儿子，速檀马哈木的弟弟。
成化十四年（1478年），速檀阿力死，速檀阿黑麻开始统治吐鲁番。成化十八年（1482年），哈密脱离阿黑麻的统治，重新依附明朝。成化二十二年（1486年），羽奴思死后，他和哥哥速檀马哈木分治东察合台汗国。弘治元年（1488年），阿黑麻再攻哈密，立陕巴为哈密王。弘治十七年（1504年），他死后，其子速檀满速儿继位。他兄長速檀马哈木被昔班尼杀害。他因多次向瓦剌人進攻，瓦剌人畏之如虎，稱他為阿剌扎，即嗜殺者。